# .38 Special
La .38 Special, nota anche come .38 S&W Special, .38 Spl o Spc, o anche 9x29mmR (Rimmed), è una cartuccia bordata con percussione centrale, progettata e prodotta dalla Smith & Wesson a partire dal 1898.
È la "figlia" della .38 Long Colt (vecchia cartuccia con polvere nera) e nonostante sia di pochi anni più moderna, è stata la cartuccia di ordinanza della maggior parte dei dipartimenti di polizia statunitensi, dagli anni 1920 sino agli anni 1990.

## Caratteristiche
Non essendo dotata di potenza molto elevata, in molti casi i componenti delle forze di polizia ritennero necessario avere a disposizione armi più efficaci. Per questa ragione sono state in seguito allestite versioni in questo calibro dotate di maggior potenza (denominate .38 Special + P) o con pallottola più pesante, come per la .38 Special 200 grani. Ma, essendo uguale la dimensione esterna della cartuccia, il loro uso in revolver a struttura particolarmente leggera, come ad esempio il Colt Cobra poteva essere pericoloso. In seguito progettata la più potente .357 Magnum che, avendo un bossolo più lungo, necessita di armi progettate appositamente per quel tipo di cartuccia, pur se alcune armi camerate per il .357 di solito possono sparare anche cartucce .38 Special.